# エリクセムの戦い
エリクセムの戦い（Battle of Elixheim）は、スペイン継承戦争における戦闘の1つで、1705年7月18日にイングランド・オランダ軍とフランス軍が現在のベルギー・フラームス＝ブラバント州エリクセムで衝突した。

## 経過
1704年にオランダからドイツへ南下、ブレンハイムの戦いでフランス軍に大勝を挙げたイングランド軍総司令官のマールバラ公ジョン・チャーチルは戦後イングランドへ帰国、翌1705年4月にオランダに戻り再度ドイツへ南下、トリーアに到着するとモーゼル川流域の都市平定及びそこからのフランス本土侵攻を目論んだ。トリーアは北にルクセンブルク、南にロレーヌがあり、スペイン領ネーデルラントのフランス軍の牽制も出来る絶好の位置にあったからである。
しかし、フランスの将軍でライン川方面司令官のヴィラールは先回りしてモーゼル河畔の防衛を固めた上、ネーデルラントからヴィルロワ公率いるフランス軍がユイを奪回、リエージュとマーストリヒトも包囲してオランダへの攻撃を始めたためマールバラ公は作戦に取り掛かれず、6月にドイツから去りマーストリヒトを救援、ヴィルロワが撤退した後にリエージュ・ユイを取り戻した（トリーアはヴィラールが奪取）。
作戦の修正を余儀無くされたマールバラ公はアントワープからナミュールまで繋がれたフランス防衛線突破を次の目標とした。同盟軍は二手に分かれてマールバラ公率いるイングランド軍は防衛線中央からやや南に下がったエリクセムに向かい、オランダ軍はマーストリヒトを守備していたアウウェルケルク卿がマース川に沿ってユイから防衛線南端に接近する方法を取った。7月17日夕方に進軍を開始、イングランド軍は途中まで南進してフランス軍を惑わし、ヴィルロワが南端に4万の兵を送ったことを確認すると夜に北上して兵の少ないエリクセムへ襲撃、抵抗も無く一晩かけて防衛線を突破した。
翌18日になるとオランダ軍も北上、異変に気づいたフランス軍がイングランド軍に攻撃を仕掛けたが、小部隊だったためマールバラ公の騎兵隊に撃退された。ヴィルロワは防衛線を放棄してルーヴェンに引き上げ、防衛線は南半分を同盟軍に壊され役割を封じられた。
同盟軍の疲労が大きかったため一旦休息を取った後、マールバラ公は進撃を再開してルーヴェンに迫り、そこで大きく南に迂回してからルーヴェンの西側に回りこみ、ヴィルロワを誘き寄せて対陣させることに成功した。だが、オランダから派遣された監視役の政府委員とオランダの将軍達が待ったをかけたため、決戦とならずフランス軍を取り逃がしてしまった。この後は防衛線の都市ザウトレーウの包囲・陥落のみとなり、同盟軍は冬営に入って戦役を打ち切り、マールバラ公はドイツ諸侯の訪問に回り兵力供出を約束させた後の12月に帰国した。
1705年は同盟軍がネーデルラントへ進出したが決定的な成果が無いまま終結した。しかし1706年になると各戦線のフランス軍が攻勢に出て同盟軍を苦境に追いやり、ヴィルロワも防衛線奪還のため東進した所をマールバラ公が迎え撃ちラミイの戦いに繋がった。